# توماسو كانشيلوتي
توماسو كانشيلوتي (بالإيطالية: Tommaso Cancellotti)‏ (22 مايو 1992 بغوبيو في إيطاليا - ) هو لاعب كرة قدم إيطالي في مركز الدفاع. لعب مع نادي برو فيرتشيلي ونادي غوبيو.

## روابط خارجية
- توماسو كانشيلوتي على موقع قاعدة بيانات كرة القدم.إي يو (الإنجليزية)
- توماسو كانشيلوتي على موقع Soccerway.com (الإنجليزية)